# Епархия Сьего-де-Авилы
Епархия Сьего-де-Авилы (лат. Dioecesis Caeci Abulensis) — епархия Римско-Католической церкви с центром в городе Сьего-де-Авила (Куба). Епархия Сьего-де-Авилы входит в митрополию Камагуэя. Кафедральным собором епархии Сьего-де-Авилы является церковь святого Евгения.

## История
2 февраля 1996 года Римский папа Иоанн Павел II издал буллу «Universale Ecclesiae», которой учредил епархию Сьенфуэгоса, выделив её из епархии Камагуэя. В этот же день епархия Сьего-де-Авилы вошла в митрополию Сантьяго-де-Кубы.
5 декабря 1998 года епархия Сьенфуэгоса вошла в митрополию Камагуэя.

## Ординарии епархии
- епископ Mario Eusebio Mestril Vega (2.02.1996 — по настоящее время).

## Источник
- Annuario Pontificio, Libreria Editrice Vaticana, Città del Vaticano, 2003, ISBN 88-209-7422-3
- Булла Universale Ecclesiae